# Котешова
Котешова — (словац. Kotešová), село (обец) в складі Окресу Битча розташоване в Жилінському краї Словаччини. Перша згадка про село датована 1243 роком.
Обец Котешова розташований в історичному регіоні Словаччини — долині річки Ваг та на Під'яворницькому підвищенні (Podjavorníckej vrchovine) в його східній частині орієнтовне розташування — супутникові знімки [Архівовано 25 серпня 2011 у WebCite]. Обец розтягнувся по всій долині Ровнянського потоку до самого Вагу, та займає площу в 2033 гектари з 1952 мешканцями. Розміщений орієнтовно на висоті в 330 метр над рівнем моря, відоме своїми природними, рекреаційними ресурсами. Протікає річка Ровнянка.

## Населення
| Рік:            | 1994. | 2004.   | 2014.   | 2024.    |
| --------------- | ----- | ------- | ------- | -------- |
| Кількість осіб: | 1769  | 1895    | 1974    | 2330     |
| Різниця:        |       | +7,12 % | +4,16 % | +18,03 % |

| Рік:            | 2023. | 2024.   |
| --------------- | ----- | ------- |
| Кількість осіб: | 2298  | 2330    |
| Різниця:        |       | +1,39 % |